# Млинек (Кольський повіт)
Млинек (пол. Młynek) — село в Польщі, у гміні Осек-Малий Кольського повіту Великопольського воєводства.
Населення — 322 особи (2011).
У 1975-1998 роках село належало до Конінського воєводства.

## Демографія
Демографічна структура станом на 31 березня 2011 року:
|          | Загалом | Допрацездатний вік | Працездатний вік | Постпрацездатний вік |
| -------- | ------- | ------------------ | ---------------- | -------------------- |
| Чоловіки | 165     | 44                 | 109              | 12                   |
| Жінки    | 157     | 28                 | 98               | 31                   |
| Разом    | 322     | 72                 | 207              | 43                   |